# Afroedura
Afroedura ist eine Gattung der Schuppenkriechtiere aus der Familie der Geckos (Gekkonidae).

## Merkmale
Die Tiere zeichnen sich durch einen extrem flachen Körperbau aus. Selbst bei der größten Art Afroedura hawaquensis ist der Körper an keiner Stelle mehr als 10 mm hoch. Größere Arten dieser Gattung können eine Gesamtlänge von bis zu 14 cm erreichen. Die Tiere sind meist grau oder braun gefärbt, zum Teil mit dunklen Querbändern. Da die Haftlamellen an den Füßen eine große Übereinstimmung mit denen der australischen Gattung Oedura aufweisen, wurden die Arten der Gattung Afroedura früher in diese Gattung eingeordnet.

## Verbreitung und Lebensweise
Das Verbreitungsgebiet dieser Gattung erstreckt sich vom südlichen Afrika nördlich bis Angola.
Die Tiere sind nachtaktive Felsbewohner der Trockensavanne und ernähren sich von Insekten. Tagsüber verstecken sie sich in Felsspalten, in denen auch die Eier abgelegt werden.

## Arten
Die Gattung Afroedura umfasst derzeit 28 rezente Arten:
- Afroedura africana (Boulenger, 1888)
- Afroedura amatolica (Hewitt, 1925)
- Afroedura bogerti Loveridge, 1944
- Afroedura broadleyi Jacobsen, Kuhn, Jackmann & Bauer, 2014
- Afroedura gorongosa Branch, Guyton, Schmitz, Barej, Naskrecki, Farooq, Verburgt & Rödel, 2017
- Afroedura granitica Jacobsen, Kuhn, Jackmann & Bauer, 2014
- Afroedura haackei Onderstall, 1984
- Afroedura halli (Hewitt, 1935)
- Afroedura hawequensis Mouton & Mostet, 1985
- Afroedura karroica (Hewitt, 1925)
- Afroedura langi (Fitzsimons, 1930)
- Afroedura leoloensis Jacobsen, Kuhn, Jackmann & Bauer, 2014
- Afroedura loveridgei Broadley, 1963
- Afroedura major Onderstall, 1984
- Afroedura maripi Jacobsen, Kuhn, Jackmann & Bauer, 2014
- Afroedura marleyi (Fitzsimons, 1930)
- Afroedura multiporis (Hewitt, 1925)
- Afroedura namaquensis (Fitzsimons, 1938)
- Afroedura nivaria (Boulenger, 1894)
- Afroedura pienaari Jacobsen, Kuhn, Jackmann & Bauer, 2014
- Afroedura pondolia (Hewitt, 1925)
- Afroedura pongola Jacobsen, Kuhn, Jackmann & Bauer, 2014
- Afroedura rondavelica Jacobsen, Kuhn, Jackmann & Bauer, 2014
- Afroedura rupestris Jacobsen, Kuhn, Jackmann & Bauer, 2014
- Afroedura tembulica (Hewitt, 1926)
- Afroedura tirasensis Haacke, 1965
- Afroedura transvaalica (Hewitt, 1925)
- Afroedura waterbergensis Jacobsen, Kuhn, Jackmann & Bauer, 2014